# 施恩祖
施恩祖（？—？），浙江绍兴人，是一名清朝政治人物。监生出身。
施恩祖曾于1772年接替高辰任华亭县知县一职，1777年由林培由接任。